# Daniil Khrabrovitskij
Daniil Jakovlevitj Khrabrovitskij (russisk: Даниил Яковлевич Храброви́цкий) (født 28. juni 1923 i Rostov ved Don i Sovjetunionen, død 1. marts 1980 i Moskva i Sovjetunionen) var en sovjetisk filminstruktør og manuskriptforfatter.

## Filmografi
Som instruktør
- Ukrosjjenije ognja (Укрощение огня, 1972)[1][2]

Som manuskriptforfatter
- Den rene himmel (1961)
- Devjat dnej odnogo goda (1962)